# Agriphiloides longipalpellus
Agriphiloides longipalpellus är en fjärilsart som beskrevs av Stanislas Bleszynski 1965. Agriphiloides longipalpellus ingår i släktet Agriphiloides och familjen Crambidae. Inga underarter finns listade i Catalogue of Life.